# Childéric Ier
Vous lisez un « bon article » labellisé en 2012.
Childéric Ier, né vers 436 et mort en 481, est à partir de 457 ou 458 le roi d'un groupe de Francs saliens installé autour de Tournai. Son nom, constitué des éléments franciques hild- « combat » et -rīk « puissant », est attesté sous la forme latinisée Childericus,. Il est le père de Clovis Ier.
Childéric Ier est le premier roi de la dynastie des Mérovingiens dont la filiation est clairement attestée. Les sources littéraires et les recherches archéologiques le définissent à la fois comme un roi des Francs et un gouverneur romain de la province de Belgique seconde. Il est l'exemple type d'une élite franque ayant opéré la fusion entre les cultures germano-romaines et païennes des tribus danubiennes. Païen, Childéric a cependant l'avantage d'être le seul des rois barbares à ne pas être arien, ce qui lui procure l'attention des élites locales et de l'épiscopat. Son tombeau, découvert en 1653, contenait des armes telles qu'une spatha (épée à lame large), une francisque ou encore un scramasaxe. On y a également retrouvé de nombreux bijoux en or, ainsi qu'un paludamentum, le manteau porté par les généraux romains.

## Contextes

### Les sources
La première source importante qui informe sur Childéric est l'Histoire des Francs rédigée par l'évêque Grégoire de Tours. Cependant, l'auteur retranscrit et tente de comprendre lui-même les sources qu'il a à sa disposition, comme les Annales d'Angers ou certainement la Vie de saint Rémi écrite avant lui et aujourd'hui disparue.
Trois sources fondamentales et antérieures à celle de Grégoire de Tours évoquent la situation politique du Nord de la Gaule. Il s'agit de la Chronique d'Hydace, évêque de Chaves en Gallæcia, d'une chronique gallo-romaine du Ve siècle dite Chronique de 511 et la Chronique de Marius, évêque d'Avenches.
Deux autres sources complètent les informations : la Vie de sainte Geneviève, qui témoigne de l'expédition de Childéric sur Paris et une lettre écrite par l’évêque Remi de Reims à Clovis qui donne des informations sur son père. Si ces sources sont limitées, la découverte de son tombeau en 1653 et l'étude du mobilier associé constituent d'excellentes sources archéologiques complémentaires.

### L'évolution géopolitique en Gaule du nord auVesiècle

Les Francs en Belgique romaine au Ve siècle à l'époque de Childéric Ier.

Avant l'avènement de Childéric, les Francs saliens sont installés depuis 342 comme fédérés à l'intérieur de l'Empire romain, dans le Nord de la Gaule, en Toxandrie, entre les marais mosans, au nord de l'actuelle Maastricht, et la forêt Charbonnière. Ils sont dirigés au début du Ve siècle par Clodion. Lors de l'affaiblissement de l'Empire romain, ils tentent d'étendre leur domination sur la plaine de Flandre et les bords de l'Escaut vers 430 – 435, puis vers la vallée de la Somme. Mais Aetius les arrête en 448 et compose avec eux. Il confirme leurs annexions à Tournai, Arras et Cambrai. Le roi à leur tête devient un officier romain à la tête des troupes fédérées du secteur qui constituent un pilier de la défense romaine. Des sources littéraires non attestées citent Clodion le Chevelu à la tête des Francs saliens, puis Mérovée et Childéric, mais les relations de filiation ne sont pas prouvées. Deux autres chefferies franques existent : un royaume à Cambrai et un autre à Tongres,. Leur première action décisive dans la défense de l'Empire romain s'inscrit dans le soutien à Aetius dans la lutte contre Attila en 451.
À la mort d'Aetius et lors du règne de Childéric, un général nommé Ægidius commande l'armée romaine dans le bassin parisien dans les années 456-464. Un autre militaire, le comte Paul, semble actif aux abords de la Loire, du côté d'Angers. Pendant ce temps, à partir de Théodoric II (453 – 466), le royaume wisigoth de Toulouse devient la première puissance d'Europe occidentale. Sous le règne de son frère Euric à compter de 466, il se transforme en véritable État souverain, le fœdus disparaît. La conquête s'avère nécessaire et Euric poursuit une politique d'expansion. Ses forces arrivent dans le Val de Loire, et s'efforcent de contrôler Tours. Dans ce contexte, Childéric joue alors un rôle majeur dans les derniers succès emportés sur les Saxons, les Wisigoths et les Alamans en soutenant les garnisons romaines qui résistent. Les Francs saliens parviennent ainsi à mettre un frein à l’expansionnisme goth dans la bataille en aidant Ægidius contre les Saxons et les Wisigoths sur la Loire en 463-464 et dans la Bataille d'Orléans en 463. Ils participent aussi aux combats contre les Wisigoths à Tours avec le comte Paul, qui serait mort ensuite en 469 au siège d'Angers en combattant cette fois les Saxons. Mais l'alliance avec Childéric est compromise. À la mort d'Ægidius en 464, son fils Syagrius, qui le remplace et s'installe à Soissons, avait commencé à se rapprocher des Wisigoths, ce qui avait provoqué le blocus de Paris par Childéric à partir de 465. Vers 469, le roi des Bretons Riothamus, menacé également par les Saxons et auquel l'empereur Anthémius fait appel, est battu par Euric à Bourges puis à la bataille de Déols sans que Childéric ait pu le rejoindre. Tours tombe quelque temps entre les mains d'Euric en 470, tout comme Loches et Amboise et l'armée de renfort romaine est battue par Euric à Arles en 471. En 475 Clermont-Ferrand est prise à son tour par les Wisigoths après un long siège, ce qui amène le nouvel empereur Julius Nepos à reconnaître l'indépendance de l'Aquitaine contre l'évacuation de la Provence et entraînera de la part d'Odoacre des revendications territoriales en Italie qui aboutiront à la déposition du dernier Empereur romain d'Occident l'année suivante. Syagrius refuse alors de reconnaître Odoacre et se tourne vers Euric, quand Childéric fait au contraire alliance avec lui. À la mort de Childéric vers 481, son fils Clovis le remplace et combat ouvertement Syagrius qu'il bat finalement à Soissons en 486.

## Biographie

### La «vie tumultueuse» de Childéric

La Gaule juste avant la mort de Childéric Ier.

La première mention de Childéric se trouve en 457, dans l’Histoire des Francs de Grégoire de Tours. Cette année-là, Childéric, qui déshonorait les femmes de ses sujets, attira à lui la colère de son peuple qui le détrôna et le remplaça par Ægidius, maître de la milice de Gaule. Il ne put que se réfugier en Thuringe pendant huit ans, probablement à partir de 451,. Une fois auprès du roi Basin, il séduisit la femme de son hôte, Basine. Puis il retourna dans sa province une fois le calme revenu. Les Francs le réclamaient à nouveau sur le trône. Le roi épousa Basine qui, entre-temps, avait quitté son époux pour rejoindre le roi franc. De ce mariage naquit Clovis Ier.
Cette partie du récit de Grégoire de Tours semble s'apparenter cependant aux récits populaires et légendaires que celui-ci mêle à ses récits. L'interpréter de manière historique est délicat, cependant les noms de Basin et Basine sont courants dans la dynastie thuringienne et l'union de Childéric et de Basine est incontestable.
Selon Georges Bordonove le fond historique de cette légende serait plus simple : Childéric eut maille à partir avec Ægidius, nouveau maître de la milice. En tant que représentant de l'Empereur, il a dû limiter les velléités des peuples Wisigoths, Burgondes et Francs en leur imposant, de gré ou de force, la suzeraineté théorique de l'Empire. Lorsque Grégoire de Tours dit que les Francs se choisirent un nouveau roi, il est possible qu'ils se soient tout simplement soumis aux Romains.

### L'administrateur de la province de Belgique seconde
Comme de nombreux autres chefs barbares, si Childéric est Franc, il œuvre surtout pour la défense de l'Empire romain. La lettre de Remi de Reims à Clovis dit :

« Une grande rumeur parvient à l'instant de nous. Vous venez de prendre en main l'administration de la Belgique seconde. Ce n'est pas une nouveauté que vous commenciez à être ce que vos parents ont été. »

Cette phrase démontre bien que Childéric occupe une place réellement importante dans la société romaine en tant que responsable militaire et civil d'au moins une province romaine, la Belgique seconde. Dans la lettre, rien n'est précisé sur la responsabilité potentielle sur d'autres provinces. Reims, Tournai et Soissons en font partie. Général romain, il est inhumé avec les insignes correspondant à sa fonction : la fibule cruciforme en or retrouvée dans sa tombe, distinction reçue certainement d'un Empereur, tout comme le paludamentum, le manteau des généraux romains, qu'on observe sur l'image de son anneau sigillaire. Michel Rouche émet l'hypothèse selon laquelle le poste de gouverneur de Belgique seconde de Childéric a été reconnu par Ægidius lui-même.

### Le roi fédéré et le chef des Francs saliens
Childéric Ier est un personnage d'envergure. Il est à la fois un roi fédéré et le chef des Francs saliens. Non seulement il prend la maîtrise d'une province romaine, mais il prend part à des combats impliquant d'autres forces romaines loin de ses bases. Il participe ainsi au jeu politique de Rome, à travers ses batailles en Gaule, voire en Italie. D'ailleurs, à son retour de Thuringe, il rejoint le « parti romain » en soutenant activement les opérations militaires du général Ægidius, l'autre autorité romaine du nord de la Gaule, et même sa révolte contre Ricimer.
Childéric et Ægidius, accompagné par les Francs Saliens, secourent Majorien vers 458, ce qui contribue à renforcer les relations franco-romaines du nord de la Gaule. Childéric et ses Francs réussissent également à expulser les Burgondes de la ville de Lyon pour rejoindre Ægidius à Arles après que Majorien est reconnu empereur.

#### La bataille d'Orléans
La chronique d'Hydace, la Chronique de 511 et celle de Marius d'Avenches évoquent toutes les trois une bataille en 463. Marius d'Avenches affirme que la bataille a dû se dérouler près d'Orléans entre Ægidius et les Wisigoths : Frédéric, le frère du roi wisigoth Euric, fut tué. Selon la chronique de 511, les Wisigoths furent vaincus par des Francs. Un siècle plus tard, Grégoire de Tours indique que « Childéric livra des combats » à Orléans. À la lecture de ses sources, Grégoire de Tours a déduit que si des Francs étaient présents à cet endroit, Childéric devait forcément y être aussi, en tant que chef des Francs saliens.
À la mort d'Ægidius vers 464, Childéric continue de défendre le nord de la Gaule à la tête des Francs Saliens au nom de Rome. Syagrius, fils d'Ægidius, hérite d'une partie des attributions de son père autour de Soissons, Senlis et Beauvais, et incarne la dernière autorité pleinement romaine.

#### La lutte contre les Saxons: la bataille d'Angers (469)
Avec l'appui romain et franc, le comte romain Paul déclare la guerre aux Wisigoths. En 469,, Odovacrius (Eadwacer ou Adovacrius) menace Angers avec ses Saxons. Childéric arrive le jour suivant et le défait. Le comte Paul est tué pendant la bataille et Childéric prend possession de la ville. Certains commentateurs en ont déduit que Childéric combattait aux côtés du comte Paul et que Childéric était allié des Romains. Pourtant la Chronique de Frédégaire relate que le comte Paul avait été tué par Childéric. Les historiens modernes réfutent cette hypothèse, mais dans cette bataille plusieurs groupes de Romains se combattent, aussi cette alliance n'est-elle pas certaine. Puis les batailles entre Romains et alliés d'une part et Saxons d'autre part continuent. Childéric s'empare des îles de la basse-Loire « qui furent prises et saccagées avec une nombreuse population qu'ils firent périr ». Rignomer, parent de Childéric et frère du roi de Cambrai Ragnacaire, a peut-être été installé pour défendre la Loire et son estuaire à partir du Mans. En 469, les Bretons du roi Riothame (Ambrosius Aurelianus selon Léon Fleuriot) débarquent sur la basse-Loire avec une troupe estimée à douze mille hommes, pour secourir l'empereur Anthémius. Mais Euric, qui les vainc à la bataille de Déols au bout de deux jours de combat, les empêche de rejoindre l'armée impériale. Les survivants bretons se réfugient dans les royaumes burgondes et Euric s'empare de la ville de Tours.

#### Le siège de Paris (476-486); ses relations avec Geneviève
En 476, Childéric Ier assiège Paris. Cet épisode de la vie du roi franc est particulièrement difficile à comprendre si nous n'abordons pas la personnalité de Geneviève de Paris. Cette dernière, magistrate municipale de Paris, profondément catholique, vient de créer le culte de saint Denis, et prône une politique antiarienne. Or Syagrius, qui domine une partie de la Gaule du Nord, commence à se rapprocher des Wisigoths ariens. À Paris menace la guerre civile entre partisans de Syagrius, authentiques représentants de Rome et partisans des Francs. Geneviève, elle-même d'origine franque, rencontre probablement Childéric à Laon pour lui demander d'intervenir pour « préserver la paix publique ». Ce dernier décide alors « d'asphyxier Syagrius sans se lancer dans une guerre ouverte contre Paris ». Childéric assiège donc la ville mais ne peut en venir à bout car Geneviève parvient à ravitailler plusieurs fois les assiégés. Ce n'est qu'en 486, quand Clovis, le fils de Childéric, bat Syagrius à la bataille de Soissons que le siège est définitivement levé.

#### L'alliance avec Odoacre
En 476, lors de la chute de l'Empire Romain et la prise du pouvoir par Odoacre, la domination « romano-franque » est particulièrement limitée et divisée entre la zone d'influence de Childéric et celle de Syagrius, fils d'Ægidius. Contrairement à Syagrius qui se rapproche toujours des Wisigoths, la puissance du moment, Childéric décide de reporter le fœdus sur Odoacre reconnu par l'Empereur romain d'Orient Zénon. Après cette alliance – fœdus – scellée, Odoacre est reconnu roi par Zénon. Childéric mène alors une expédition pour soumettre les Alamans qui ont envahi l'Italie du Nord, en passant par le Splügen et Bellinzone. Par ce geste, il montre qu'il reste fidèle à l'Empire quoi qu'il arrive.
Après 476, il n'apparaît plus dans les différentes annales. L'étude des différentes pièces de monnaie trouvées dans sa tombe permettent de dater sa mort entre 477 et 484.
Sa mort est classiquement datée de 481 ou de 482,. Aucun document ne permet de donner une date plus précise.

## Le tombeau de Childéric

### Emplacement de la tombe de Childéric
Sous le nom de Tornacum, Tournai était une ville importante du nord de la Gaule à la fin de l'époque romaine ; on ne peut prouver que Tournai fut sa capitale mais on peut penser qu'elle était sa résidence au moment de sa mort. Les fouilles de Raymond Brulet ont pu établir que la sépulture n'était pas isolée car elle fait partie d'une nécropole mérovingienne dont elle fut peut-être le noyau primitif. Si elle ne fut pas pillée, ce fut sans doute qu'elle bénéficia, outre de l'oubli de son emplacement, de sa situation privilégiée auprès de l'église Saint-Brice.

### La découverte du trésor de Childéric et son histoire

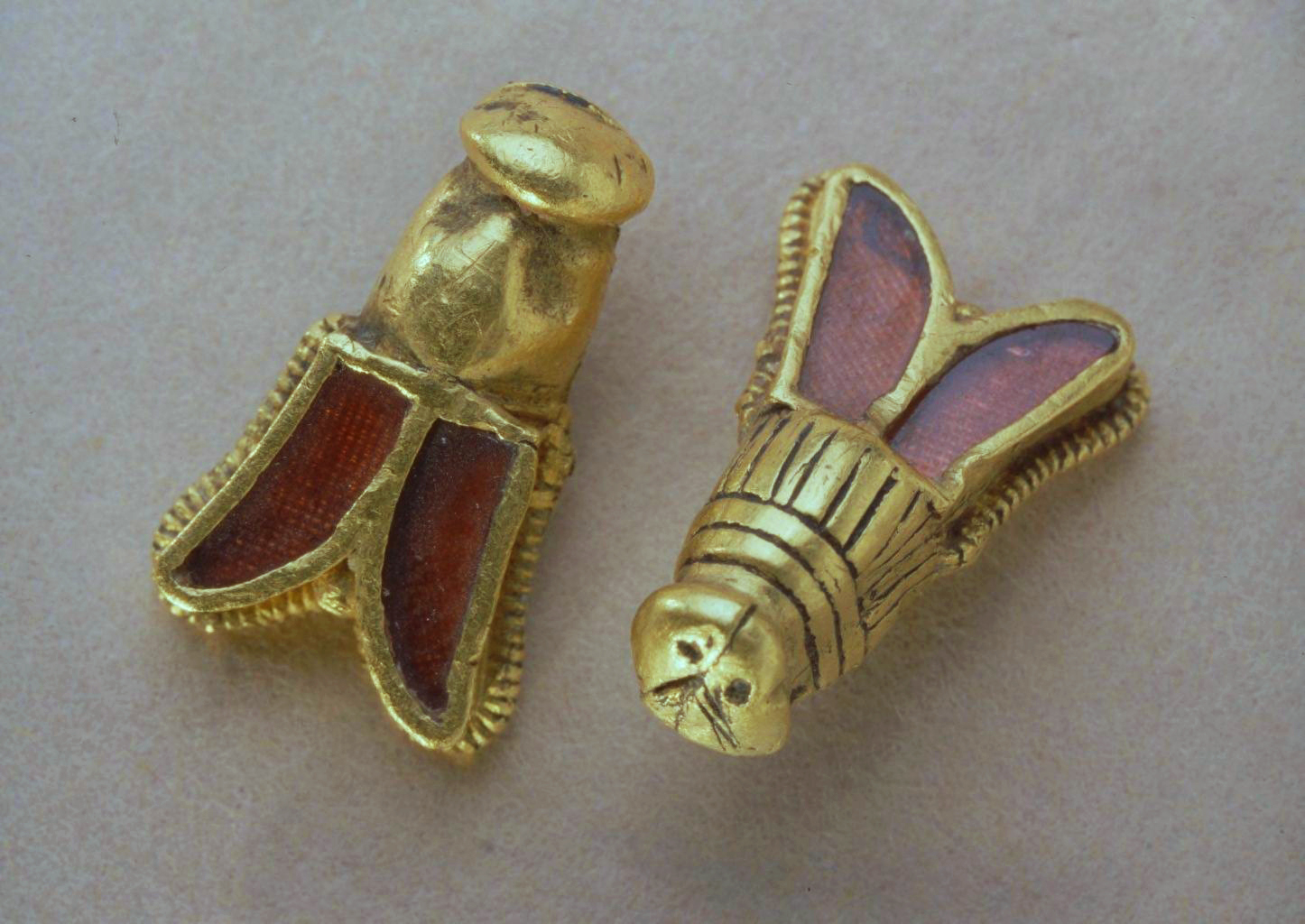
Abeilles en or du roi Childéric Ier : La tête et le thorax sont en or, les ailes sont incrustées de grenats. Au revers, une attache.

Le 27 mai 1653, un ouvrier qui travaille à la démolition d'une maison longeant le cimetière de l'église Saint-Brice de Tournai met au jour le trésor de Childéric. Cet ouvrier, sourd-muet de naissance, s'appelle Adrien Quinquin. Le caveau mis au jour contient de nombreux objets précieux : une épée d'apparat, un bracelet, des bijoux d'or et d'émail cloisonné avec des grenats, des pièces d'or, une tête de taureau en or et un anneau portant l'inscription CHILDIRICI REGIS (« du roi Childéric »), qui permet d'identifier la tombe. On découvre également 300 abeilles d'or. Certains y ont vu des mouches ou des cigales. Selon Michel Rouche, il s'agit bien d'abeilles : Childéric qui a séjourné en Thuringe (ou la reine Basine originaire de Thuringe) aurait importé de cette région une symbolique chère aux Thuringiens soumis aux Huns.
Le trésor partit de Tournai vers Bruxelles, alors capitale des Pays-Bas espagnols. C'est là que le médecin de cour, Jean-Jacques Chifflet, historien par passion, s'y intéresse et publie un traité appelé Anastasis Childerici I Francorum regis. Dans ce traité, Chifflet nous donne le contexte de la découverte du trésor ; il nous fournit en gravures et descriptions de chaque pièce ; il soutient que l'abeille aurait été le plus ancien symbole de la monarchie française, la fleur de lys provenant du dessin raté d'une abeille.
En 1656, le gouverneur des Pays-Bas espagnols, l’archiduc Léopold-Guillaume, quitte Bruxelles pour rentrer chez lui, à Vienne. Il embarque le trésor avec lui. Il confie les objets à son neveu, Léopold Ier de Habsbourg, empereur du Saint-Empire. Pour remercier Louis XIV de son aide dans la bataille de Saint-Gothard livrée contre les Ottomans, Léopold Ier lui offre le trésor en 1665. Le roi de France le dépose dans son Cabinet des médailles et antiques alors situé au Louvre. Le trésor y est cependant à peine catalogué que le lundi 15 novembre 1666, l'abbé Bénigne Breunot (ou Bruno), responsable du Cabinet, se fait assassiner dans des circonstances obscures. Dans les jours qui suivent ce drame, Colbert persuade le roi de faire transférer le Cabinet rue Vivienne, au sein de la Bibliothèque du roi, réalisant ainsi un regroupement des médailles et antiques et des livres, que certains préconisaient depuis longtemps,. C'est là que le tsar Pierre le Grand viendra admirer le trésor lors de son séjour à Paris en 1717.
À la veille de son couronnement impérial, Bonaparte, à la recherche de symboles pour l'Empire, s'intéresse au trésor de Childéric. Il utilise l'abeille comme symbole héraldique remplaçant la fleur de lys.
Le trésor de Childéric, qui comprenait 80 kg d'objets en or, fut volé dans la nuit du 5 au 6 novembre 1831, et l'or fondu pour faire des lingots. 
Outre ces quelques pièces, il ne subsiste aujourd'hui du trésor que les belles gravures de Jean-Jacques Chifflet et quelques fac-similés que les Habsbourg avaient fait fabriquer.

### Les découvertes archéologiques dans la tombe
L'inventaire de la tombe permet de distinguer trois sous-ensembles : l'armement et les accessoires vestimentaires de Childéric lui-même, des pièces de harnachement de cheval. La troisième partie est peut-être une tombe féminine adjacente, que certains attribuent à sa femme Basine.

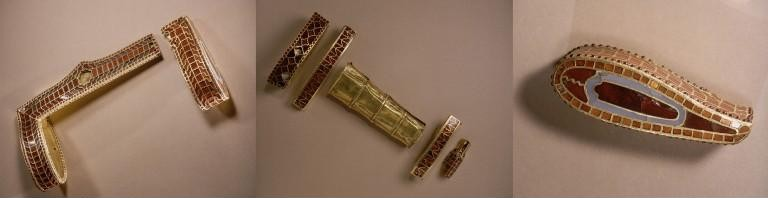
Fragments du scramasaxe de Childéric Ier. BNF, Gallica.

Parmi les accessoires vestimentaires, des restes d'une boucle de ceinture en or, d'une paire de bouclettes de chaussure, une fibule cruciforme en or qui fermait le paludamentum de Childéric sur l'épaule, son anneau sigillaire, un autre anneau en or, un bracelet en or massif et un fermoir d'aumônière ont été retrouvés. Les armes du roi ont aussi été identifiées : une lance, une francisque, une épée longue et un scramasaxe. Des découvertes récentes de deux sépultures collectives de chevaux, situées aux environs immédiats de la tombe de Childéric laisseraient supposer que le cheval personnel de Childéric a été enterré avec lui ou dans une tombe voisine. Le crâne de l'animal et son harnais ont été découverts dans la tombe royale. Une trentaine des célèbres abeilles (et non 300) ont pu orner ce harnais, car elles étaient adaptées à un ornement sur cuir, mais il est parfois noté qu'elles ornaient le vêtement d'apparat du défunt.
Enfin la découverte, près du squelette du roi, d'une calotte crânienne de petite taille et de quelques parures féminines pourrait donner à penser qu'il y avait à côté de la tombe de Childéric une tombe féminine (celle de son épouse Basine ?). Toutefois le faible nombre d'objets féminins retrouvés justifie les doutes suscités par cette hypothèse, même si le site n'a pas été à l'abri de pillages antérieurs ou s'il a fait l'objet d'une fouille insuffisante.

### L'interprétation du trésor
L'analyse du trésor révèle des influences multiples. Childéric était Franc, et comme tout chef franc, sa tombe contenait un nombre important d'armes dont le scramasaxe et la spatha. La fibule qui fermait le paludamentum et son anneau sigillaire rappellent les usages des hauts dignitaires de l'administration romaine, même si, sur l'anneau de Childéric, figurent des détails d'inspiration franque tels que les cheveux longs. Plus de cent monnaies d'or ont été retrouvées, frappées en grande partie au nom de l'empereur byzantin Zénon. Cette somme venant de l'autorité impériale devait financer les Francs au titre du foedus et pour l'administration de la province de Belgique seconde. Certains éléments de décoration de ses armes sont d'inspiration byzantine. Les influences germaniques sont présentes dans la pompe funéraire et l'association du tombeau avec des fosses à chevaux situées à proximité, et la présence de nombreux bracelets en or. Enfin l'influence danubienne se manifeste dans le mobilier de la tombe. Elle est notable dans le grand nombre d'objets d'orfèvrerie cloisonnés de grenats, les parures à décor polychrome des plaques-boucles et les armes à décor cloisonné. Un usage similaire en a été fait dans les cours royales danubiennes, où se mêlent des traits culturels huniques, goths, alains et sarmates.
Le contenu de la tombe révèle un roi qui a réussi la fusion « entre une culture païenne et germano-romaine. Childéric Ier avait cependant l'avantage d'être le seul des rois barbares à ne pas être de religion arienne, mais païen, ce qui lui procura l'attention des élites locales et de l'épiscopat qui pouvaient espérer l'attirer vers le catholicisme plus facilement que les autres peuples barbares ».